# Jens Galschiøt
Jens Galschiøt, född 4 juni 1954 i Frederikssund, är utbildad platt- och konstruktionssmed vid Odense Staalskibsværft 1973. Han är självlärd silversmed och skulptör med egen ateljé i Odense sedan 1985. Galschiøts ateljé innehåller, bronsstöperi, utställningshall, verkstad och en skulpturpark.

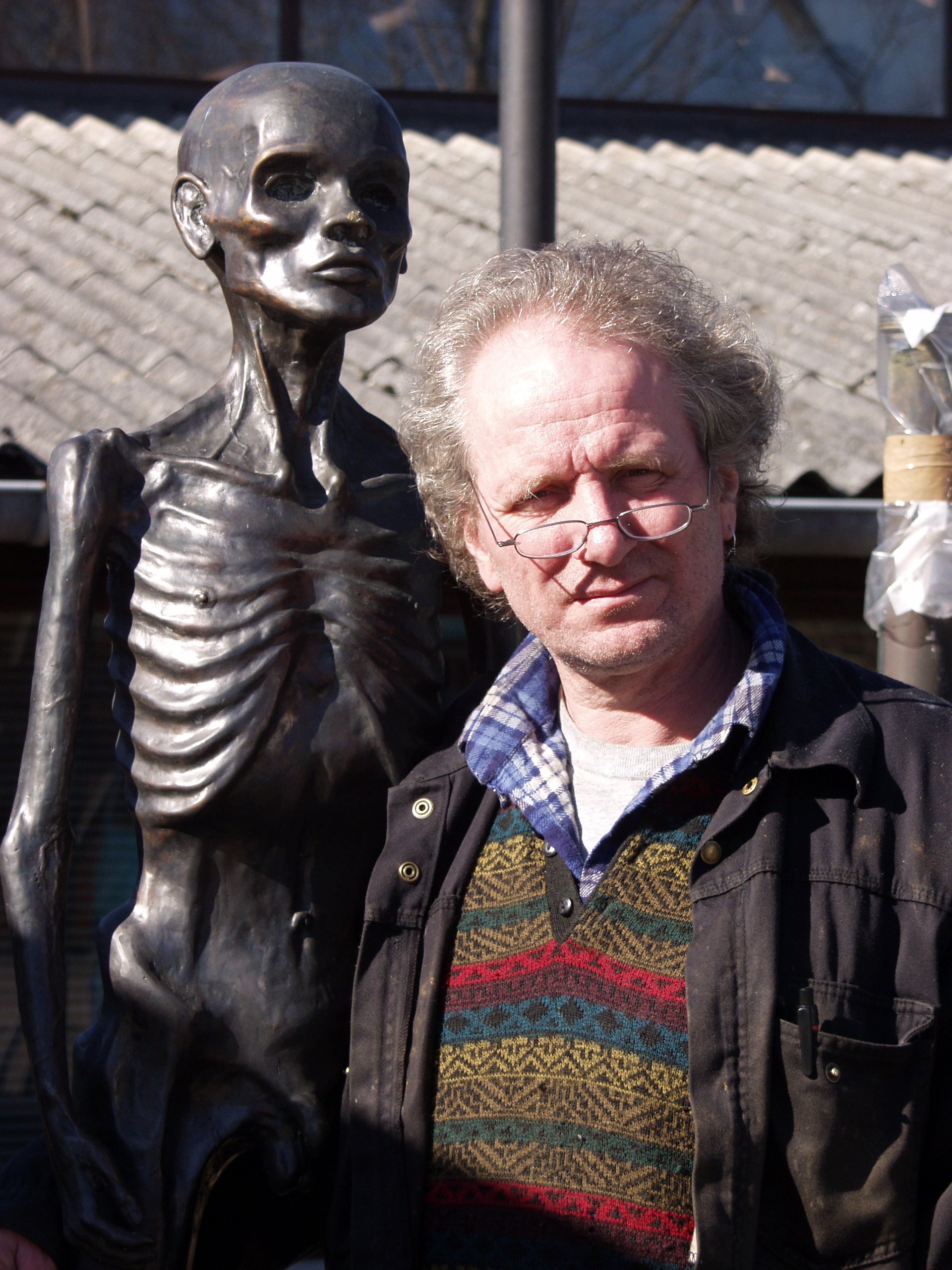
Jens Galschiøt framför en av de svältande pojkarna från verket Hungermarchen.
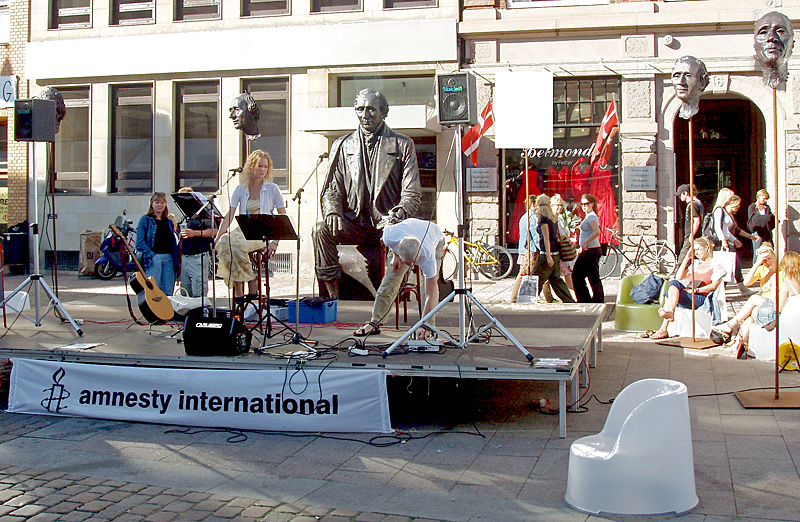
Jens Galschiøts H.C. Andersenskulpturer som abvänts i scenbygget av ett Amnesty Internationalarrangemang i Århus Festuge 2005.